# FK BATE
FK BATE Borisov (bělorusky: ФК БАТЭ Барысаў), je běloruský fotbalový klub sídlící ve městě Borisov. Působí v nejvyšší běloruské soutěži Vasšaja liga, kde v posledních 13 sezonách vždy získal mistrovský titul. Celkem má na kontě 15 běloruských titulů, což ho řadí první pozici (druhé FK Dinamo Minsk 7x) historické tabulky. FK BATE patří k předním a nejtradičnějším klubům Běloruska.
Založen byl roku 1973, později zanikl a roku 1996 byl znovuzaložen. Název BATE pochází od názvu hlavního sponzora, jímž jsou závody na výrobu automobilových součástek (Borisov Works of Automobile and Tractor Electric Equipment). Domácí zápasy hraje od roku 2014 na stadionu Borisov Arena s kapacitou cca 13 100 míst, předtím to byl Horodskij Stadion s kapacitou 5 500 diváků. Kromě patnácti titulů v domácí soutěži je největším úspěchem klubu několikanásobná účast v základní skupině Ligy mistrů UEFA. Poprvé si zahrál skupinovou fázi v sezoně 2008/09 a při druhé účasti 2011/12 narazil tento klub mimo jiné i na českého mistra FC Viktoria Plzeň.

## Historie

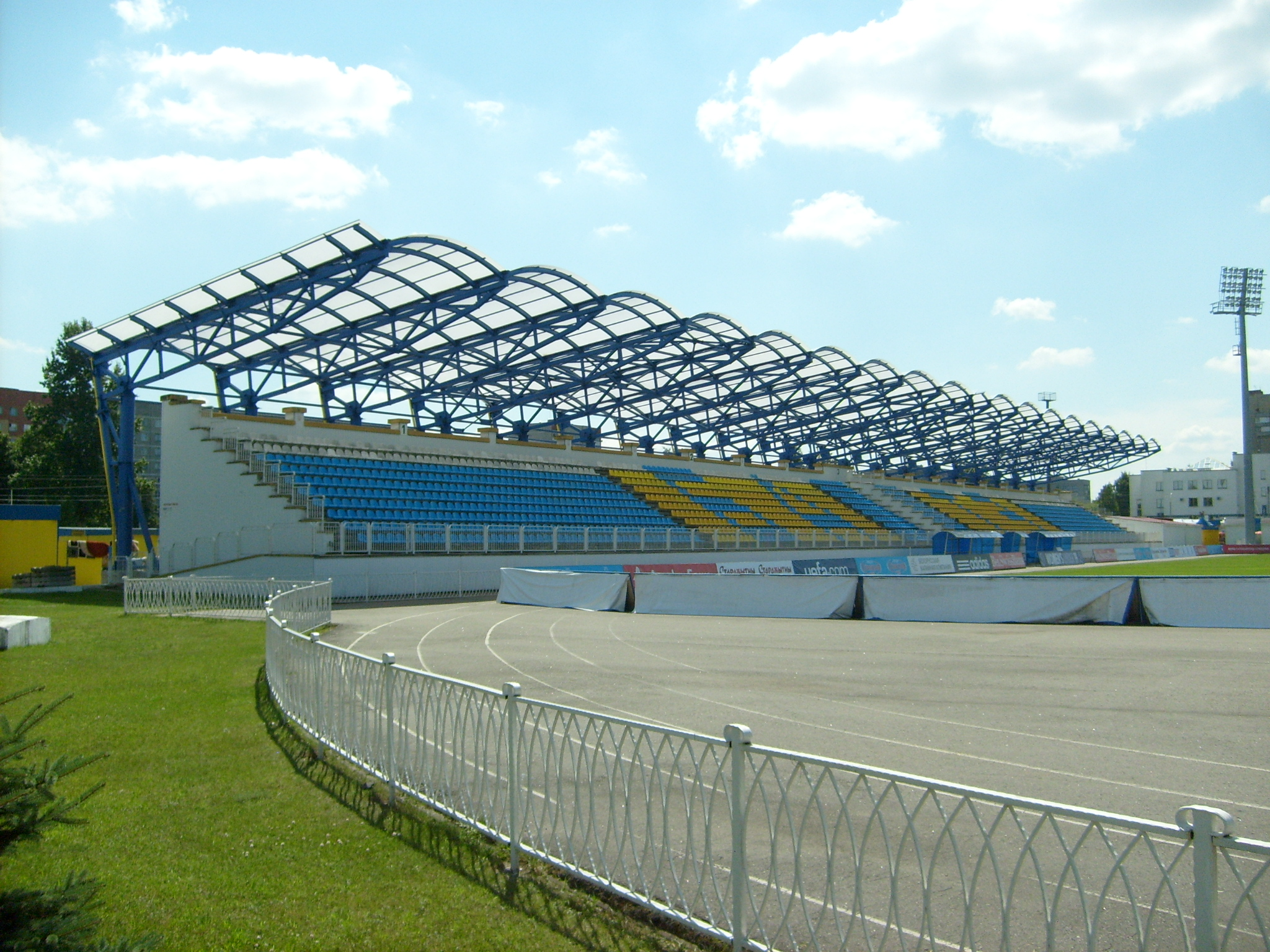
Domácí stadion klubu

Slavným a úspěšným se klub stal až po znovuzaložení roku 1996. Až poté získal první titul ve nejvyšší běloruské lize. V roce 1999 se poprvé probojoval do evropských pohárů a o dva roky později do hlavní soutěže Poháru UEFA. V ročníku 2008/09 prošel přes tři předkola Ligy mistrů, když postupně vyřadil Valur, RSC Anderlecht a Levski Sofia čímž se stal historicky prvním klubem z Běloruska, který se probojoval do hlavní fáze Ligy mistrů. Skupinu, ve které narazil na věhlasné soupeře Real Madrid, Juventus FC a FK Zenit Sankt-Petěrburg, zakončil klub se ziskem tří bodů na posledním místě .
Následující dva ročníky vedly po vypadnutí ze 3. předkola k následnému postupu do základních skupin Evropské ligy. V prvním případě se ještě postup do 3. kola i přes zisk sedmi bodů nepodařil a tým skončil ve skupině třetí. O poznání lepšího výsledků dosáhli hráči běloruského mistra o rok později, kdy se jim podařilo postoupit ze skupiny obsazené Dynamem Kyjev či holandským AZ Alkmaar. Ve třetím kole pak po dvou remízách vypadl klub s Paris Saint-Germain FC. V právě probíhající sezoně se klub podruhé v historii probojoval do základní skupiny Ligy mistrů. Ve třech po sobě jdoucích předkolech vyřadil mistry svých zemí Linfield FC, FK Ekranas i rakouský SK Sturm Graz. Do základní skupiny mu pak los v Nyonu přisoudil soupeře FC Barcelona, AC Milán a českého mistra FC Viktoria Plzeň. Na své soupeře však nestačil a ve skupině skončil poslední se dvěma body a skóre 2:14.

## Úspěchy

### Vyhrané domácí soutěže
- Běloruská Vysšaja liga ( 15x )
  - 1999, 2002, 2006, 2007, 2008, 2009, 2010, 2011, 2012, 2013, 2014[4], 2015, 2016, 2017, 2018
- Běloruský fotbalový pohár ( 3x )[4]
  - 2006, 2010, 2015
- Běloruský Superpohár ( 7x )[4]
  - 2010, 2011, 2013, 2014, 2015, 2016, 2017

## Soupiska
Aktuální k 3. květnu 2020
| Číslo |                     | Pozice | Hráč                  |
| ----- | ------------------- | ------ | --------------------- |
| 3     | Bosna a Hercegovina | O      | Bojan Nastic          |
| 4     | Srbsko              | Z      | Aleksandar Filipovič  |
| 5     | Srbsko              | Z      | Yevgeniy Yablonskiy   |
| 7     | Bělorusko           | Z      | Yevgeniy Berezkin     |
| 8     | Bělorusko           | Z      | Stanislav Dragun      |
| 9     | Srbsko              | Ú      | Bojan Dubajić         |
| 11    | Bělorusko           | Ú      | Anton Saroka          |
| 14    | Černá Hora          | O      | Boris Kopitović       |
| 15    | Bělorusko           | Ú      | Maksim Skavysh        |
| 16    | Bělorusko           | B      | Andrei Kudravec       |
| 18    | Island              | Z      | Willum Þór Willumsson |
| 19    | Bělorusko           | Z      | Dmitry Bessmertny     |

| Číslo |            | Pozice | Hráč                    |
| ----- | ---------- | ------ | ----------------------- |
| 21    | Bělorusko  | O      | Egor Filipenko          |
| 22    | Bělorusko  | Z      | Ihar Stasevič (kapitán) |
| 23    | Bělorusko  | O      | Zakhar Volkov           |
| 25    | Bělorusko  | Z      | Dzmitry Baha            |
| 26    | Srbsko     | Ú      | Nemanja Milič           |
| 32    | Chorvatsko | O      | Jakov Filipović         |
| 33    | Bělorusko  | Z      | Pavel Nyakhaychyk       |
| 35    | Bělorusko  | B      | Anton Chichkan          |
| 48    | Bělorusko  | B      | Denis Scherbitsky       |
| 88    | Bělorusko  | Z      | Alyaksandr Valadzko     |
| 94    | Francie    | Z      | Hervaine Moukam         |

## Postavení klubu v jednotlivých sezonách
Od znovuzaložení klubu roku 1996
| Sezona | Úroveň  | Pozice | Z  | V  | R  | P | Skóre | Body | Běloruský pohár | Poznámka   |
| ------ | ------- | ------ | -- | -- | -- | - | ----- | ---- | --------------- | ---------- |
| 1996   | 3. liga | 1      | 28 | 25 | 2  | 1 | 79–10 | 77   |                 | Postup     |
| 1997   | 2. liga | 2      | 30 | 24 | 3  | 2 | 92–15 | 78   | 1/32            | Postup     |
| 1998   | 1. liga | 2      | 28 | 18 | 4  | 6 | 50–25 | 58   | Čtvrtfinále     |            |
| 1999   | 1.      | 1      | 30 | 24 | 5  | 1 | 80–22 | 77   | Semifinále      |            |
| 2000   | 1.      | 2      | 30 | 20 | 4  | 6 | 68–26 | 64   | 1/16            |            |
| 2001   | 1.      | 3      | 26 | 16 | 3  | 7 | 54–31 | 51   | Čtvrtfinále     |            |
| 2002   | 1.      | 1      | 27 | 19 | 2  | 6 | 52–20 | 59   | Finále          |            |
| 2003   | 1.      | 2      | 30 | 20 | 6  | 4 | 70–21 | 66   | Čtvrtfinále     |            |
| 2004   | 1.      | 2      | 30 | 22 | 4  | 4 | 27–54 | 70   | Semifinále      |            |
| 2005   | 1.      | 5      | 26 | 12 | 11 | 3 | 42–27 | 47   | Finále          |            |
| 2006   | 1.      | 1      | 26 | 16 | 6  | 4 | 47–27 | 54   | Vítěz           |            |
| 2007   | 1.      | 1      | 26 | 18 | 2  | 6 | 50–25 | 56   | Finále          |            |
| 2008   | 1.      | 1      | 30 | 19 | 10 | 1 | 54–20 | 67   | Semifinále      |            |
| 2009   | 1.      | 1      | 26 | 19 | 5  | 2 | 55–16 | 62   | Semifinále      |            |
| 2010   | 1.      | 1      | 33 | 21 | 9  | 3 | 64–18 | 72   | Vítěz           | Superpohár |
| 2011   | 1.      | 1      | 33 | 18 | 12 | 3 | 53–20 | 66   | 1/16            | Superpohár |
| 2012   | 1.      | 1      | 30 | 21 | 5  | 4 | 51–16 | 68   | 1/16            |            |
| 2013   | 1.      |        |    |    |    |   |       |      |                 | Superpohár |